# Ramón Ruiz
Ramón Ruiz Fernández (Gijón, Asturias, España, 15 de mayo de 1973) es un exfutbolista español que jugaba de portero.

## Clubes
| Club                       | País   | Año       |
| -------------------------- | ------ | --------- |
| Real Sporting de Gijón "B" | España | 1990-1994 |
| Real Sporting de Gijón     | España | 1994-1996 |
| C. D. Ourense              | España | 1996-2000 |
| Caudal Deportivo           | España | 2000-2001 |
| Ribadesella C. F.          | España | 2001-2003 |
| C. D. Logroñés             | España | 2003-2004 |
| C. D. San Fernando         | España | 2004-2005 |
| C. D. Varea                | España | 2005-2006 |
| C. D. Logroñés             | España | 2006-2007 |
| Ribadesella C. F.          | España | 2007-2008 |